# Mosfili
Mosfili (gr. Μοσφίλι) – wieś na Cyprze, w dystrykcie Nikozja.